# Mollinedia ruae
Mollinedia ruae es una especie de planta de flores perteneciente a la familia Monimiaceae. Es endémica de Honduras y Nicaragua.

## Fuente
- Nelson, C. 1998.  Mollinedia ruae.   2006 IUCN Red List of Threatened Species.   Bajado el 22-08-2007.